# Katedrální hřbitov v Lomži
Katedrální hřbitov v Lomži, nebo Lomžská nekropole polsky Cmentarz Katedralny w Łomży nebo Łomżyńska nekropolia, je hřbitov a kulturní památka ve městě Łomża (Lomže) v okrese Łomża v Polsku. Nachází se také v geomorfologickém celku Międzyrzecze Łomżyńskie a v Podleském vojvodství.

## Další informace
Katedrální hřbitov v Lomži byl postaven v roce 1801 za tehdejšími hranicemi města jako nový římskokatolický hřbitov. Ve 30. letech 19. století k němu přibyla plocha pro evangelický hřbitov a počátkem 60. let 19. století také plocha pro pravoslavný hřbitov. Hranice mezi částmi hřbitova se měnily až splynuly a vznikl unikátní a historicky cenný hřbitovní komplex „Lomžská nekropole“, která je jedním z nejstarších novodobých hřbitovních komplexů v Polsku. Je zde více než 560 historických náhrobků, které se liší stylem (klasicismus, novoklasicismus, novogotika, eklekticismus a novorenesance), uměním i materiálem. Dne 26. listopadu 1985 byl hřbitov zapsán do seznamu kulturních památek Polska. Mezi významné památky patří také hřbitovní brána, kaple aj.
K význačným osobnostem, pohřbeným na Katedrálním hřbitově v Lomži, patří Ryszard Bender, Jakub Waga či Feliks Bernatowicz.

## Galerie

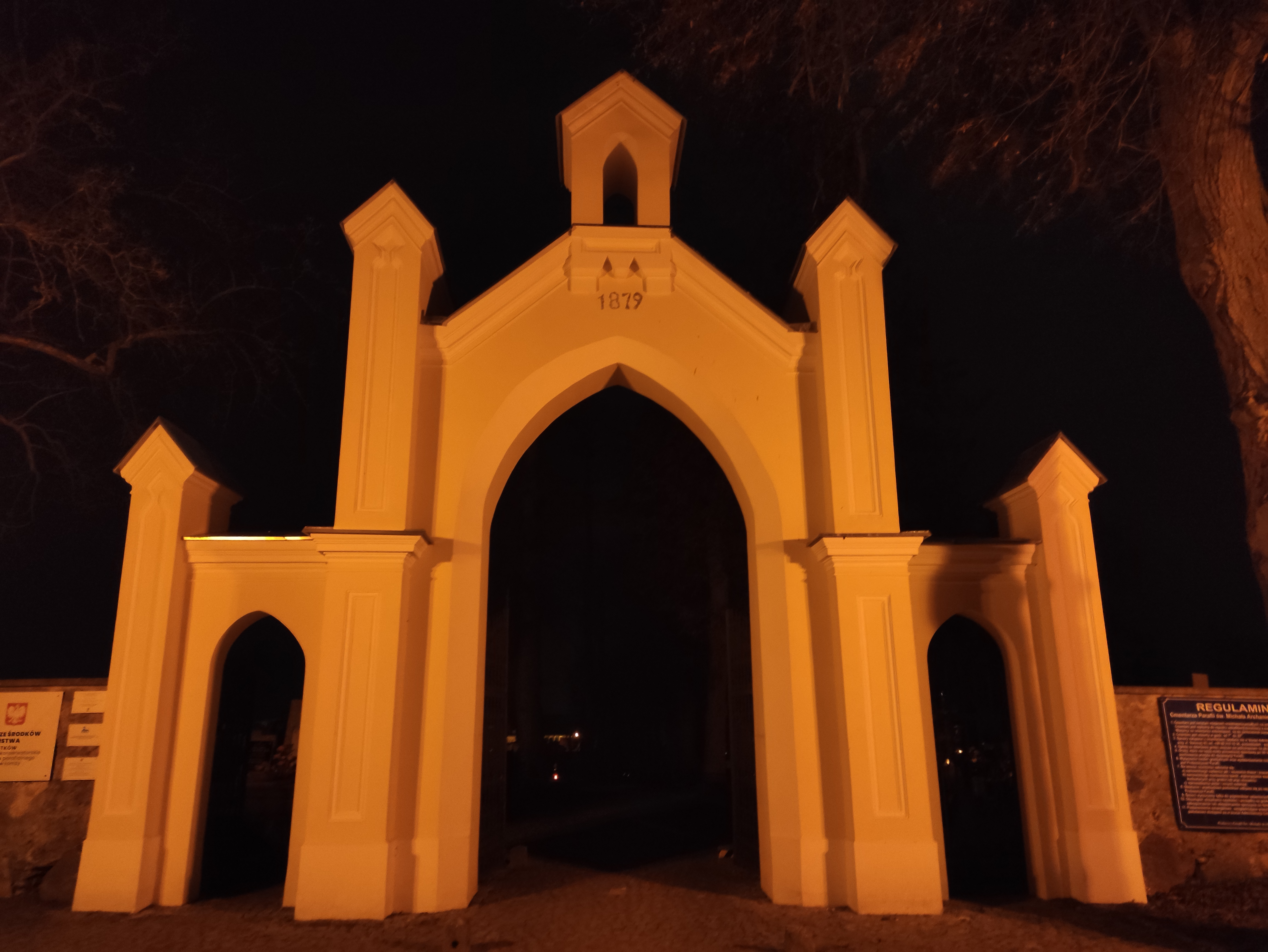
Hřbitovní brána
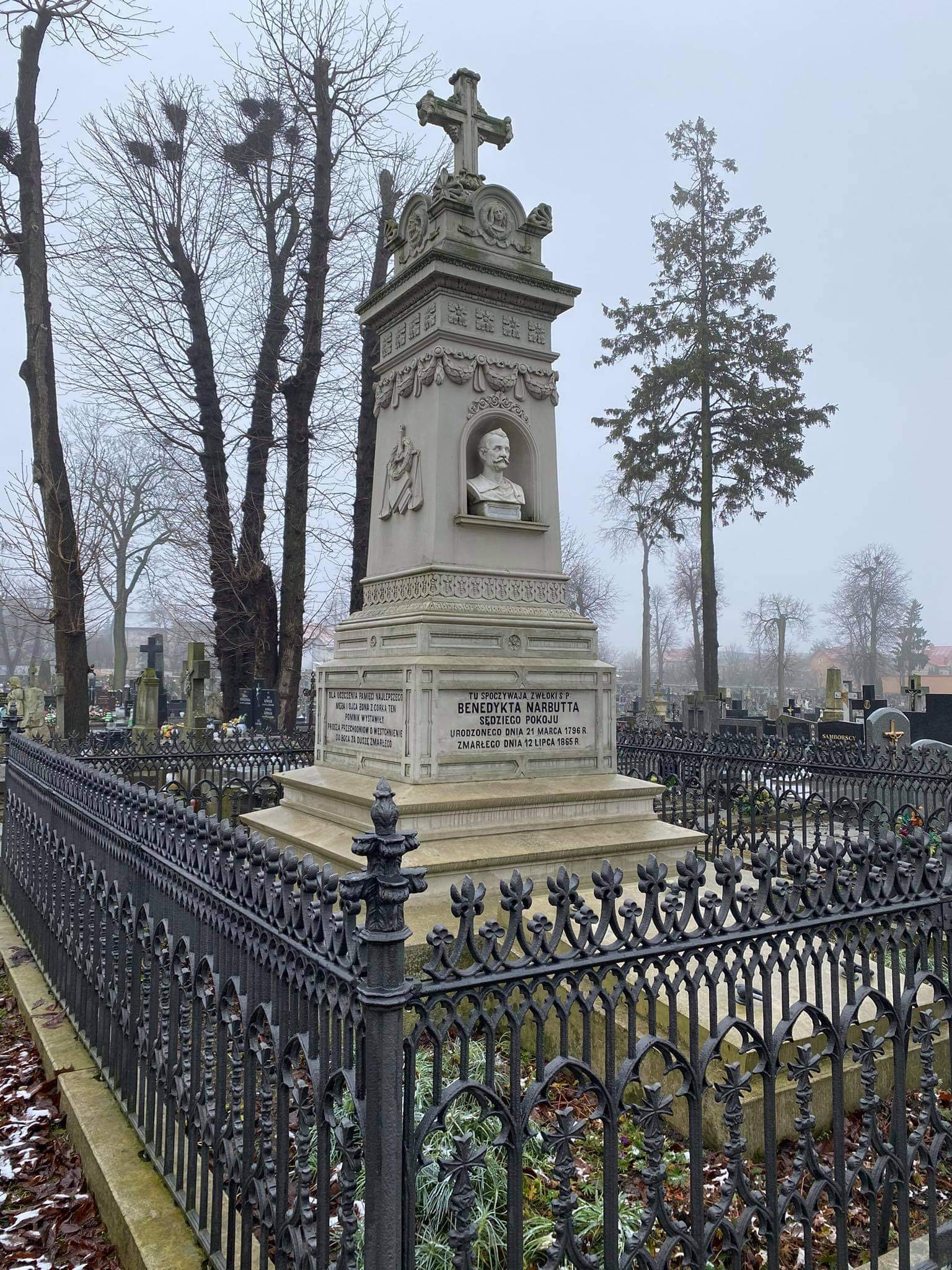
Centrální hrobka
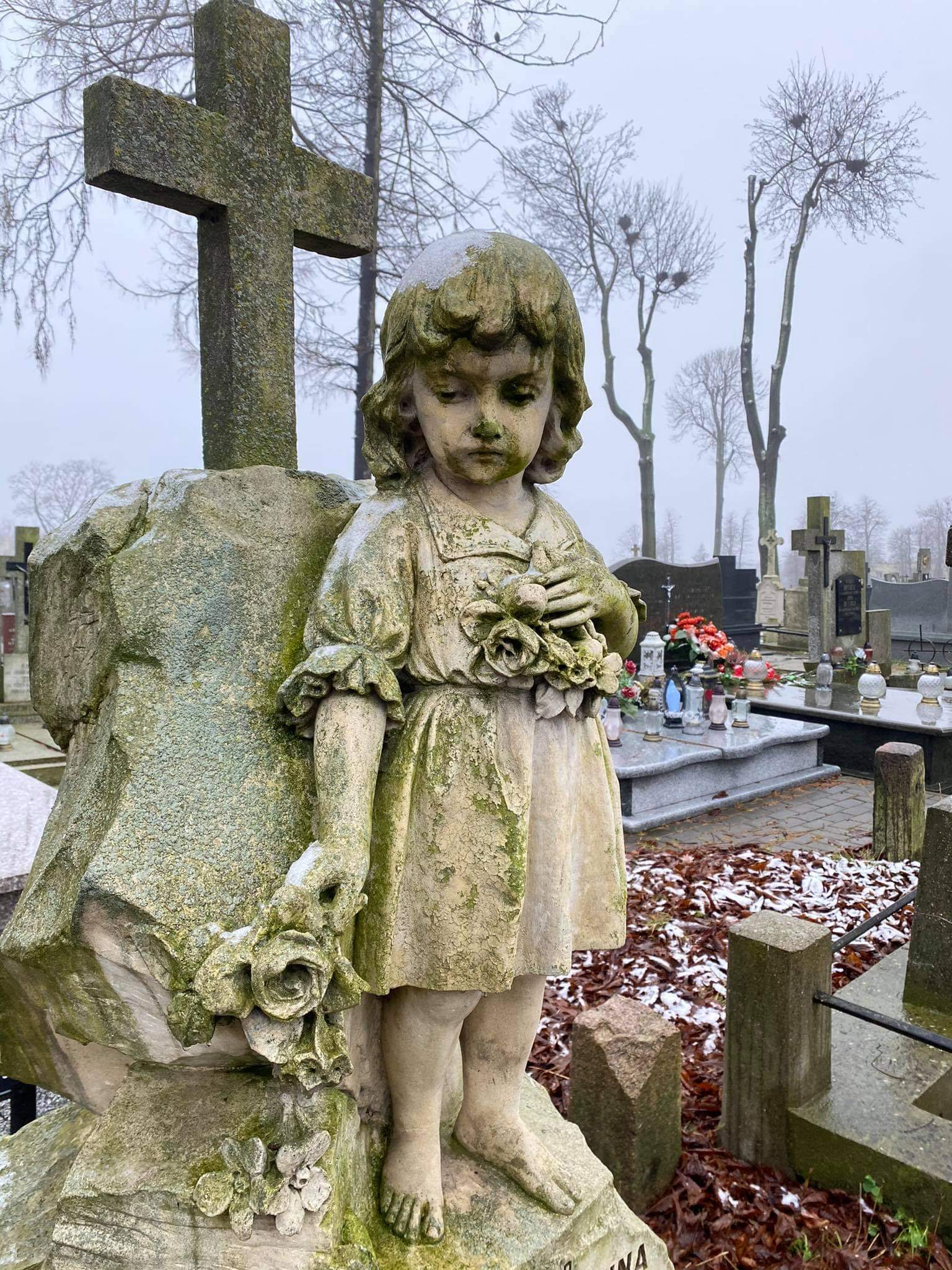
Náhrobek
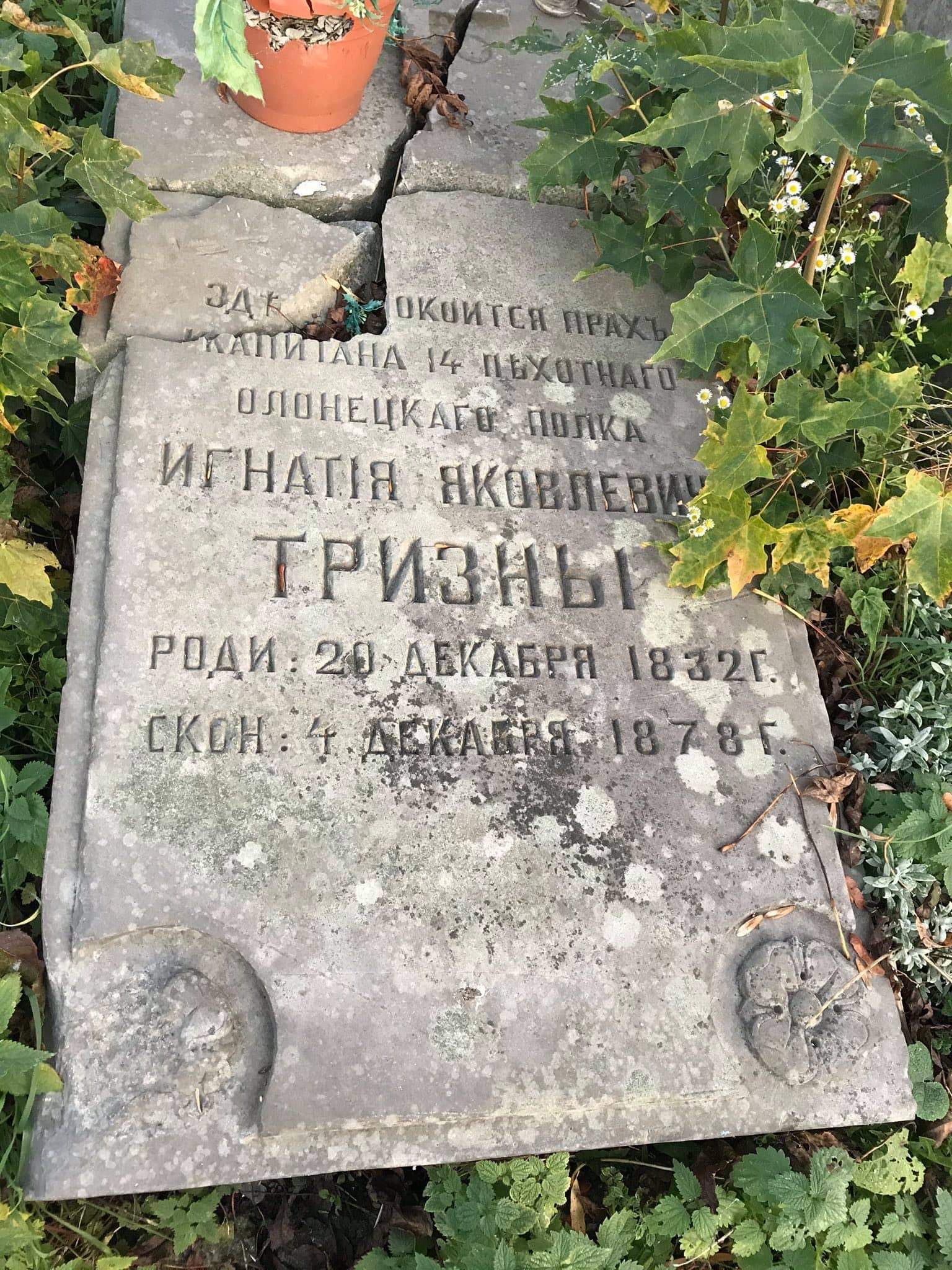
Náhrobek psaný rusky
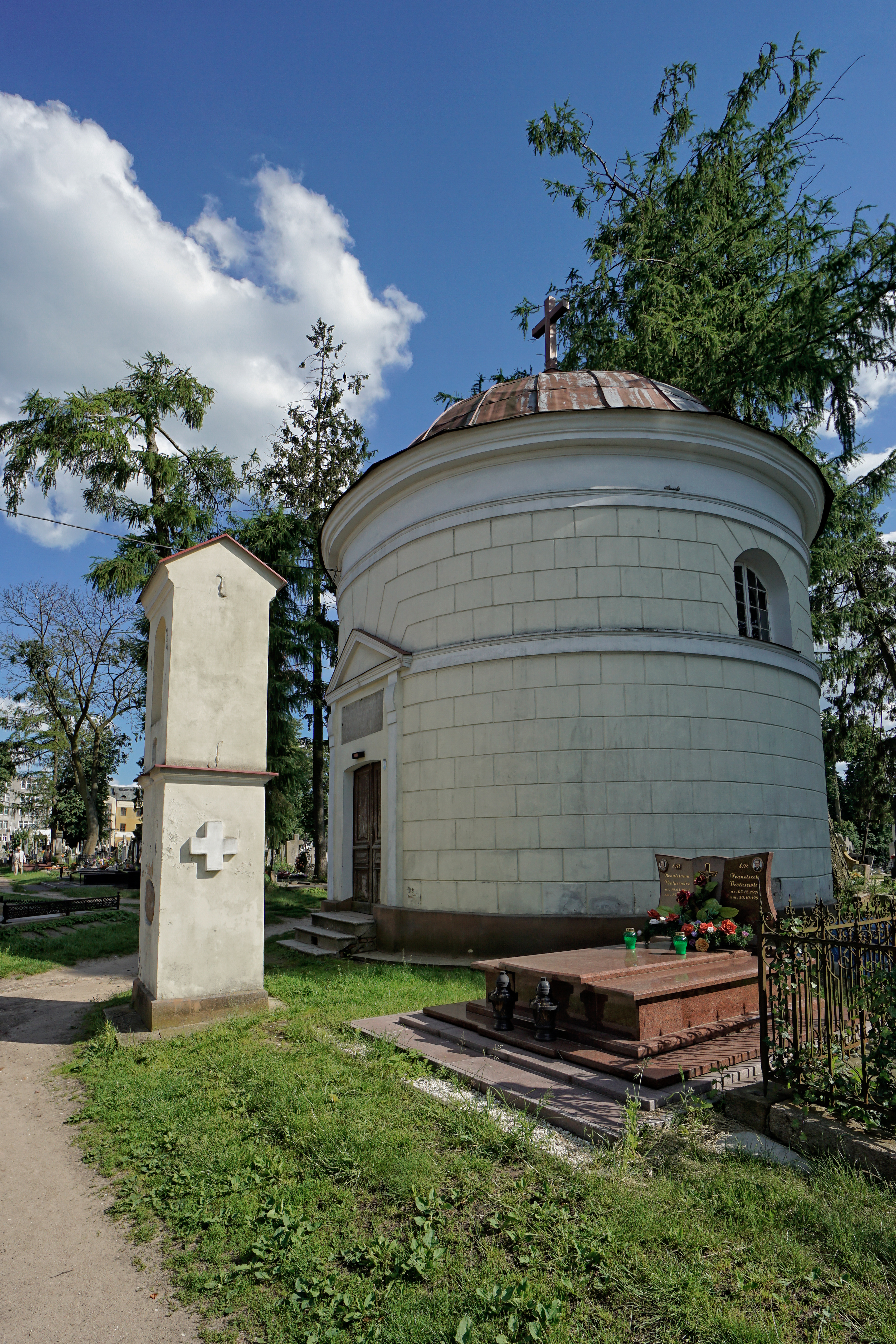
Hřbitovní kaple